# The Affluent Society
The Affluent Society (en anglès, "La societat pròspera") és un llibre escrit el 1958 per l'economista de Harvard John Kenneth Galbraith. El llibre intentava perfilar amb claredat la manera en què els Estats Units dels anys posteriors a la Segona Guerra Mundial estaven esdevenint pròspers en el sector privat però romanien pobres en el sector públic, amb una manca d'infraestructures socials i físiques, i perpetuant la desigualtat econòmica. El llibre provocà un gran debat públic al seu temps, i és àmpliament recordat per la popularització per part de Galbraith del terme "saviesa convencional". Moltes de les mateixes idees foren posteriorment ampliades i polides al llibre del 1967 de Galbraith, El nou estat industrial.

## Desequilibri social
El desequilibri social és un concepte enunciat per l'economista John Kenneth Galbraith al llibre The Affluent Society (1958) i que qüestionà la teoria que el lliure mercat i la iniciativa privada podien fer assolir el nivell de producció d'equilibri, l'òptim, d'una societat. Aquesta idea està íntimament lligada a la del mite de la sobirania del consumidor.
Galbraith argumenta que en el capitalisme modern, donat que la demanda ja no prové de les necessitats i les preferències dels individus sinó que aquesta és induïda mitjançant la publicitat i altres tècniques de vendes, el que succeeix és que s'acaba produint una sobreproducció de béns privats mentre és dona una subproducció de béns públics. Aquesta subproducció es dona pel fet que és difícil d'induir al consum de béns públics tal com fa la publicitat amb la resta de béns i per la mateixa naturalesa de béns públics que dona lloc al problema del polissó.
En tota societat un augment de la producció i del consum ha de venir acompanyat d'un major nivell de producció de béns públics perquè es pugui produir un manteniment o una millora del nivell de benestar social. Si l'augment de la producció d'ambdós tipus de béns no creix al mateix ritme, llavors malgrat s'experimenta creixement econòmic es pateix un deteriorament del nivell de benestar social.
El cas de les infraestructures de transport és una font típica de desequilibri social. Per exemple, un augment de la producció i el consum de vehicles ha de venir acompanyada d'un condicionament de carrers i carreteres, senyalització, espais d'aparcament, policia urbana i de trànsit, hospitals, etc.